# Instalación de aterrizaje de transbordadores

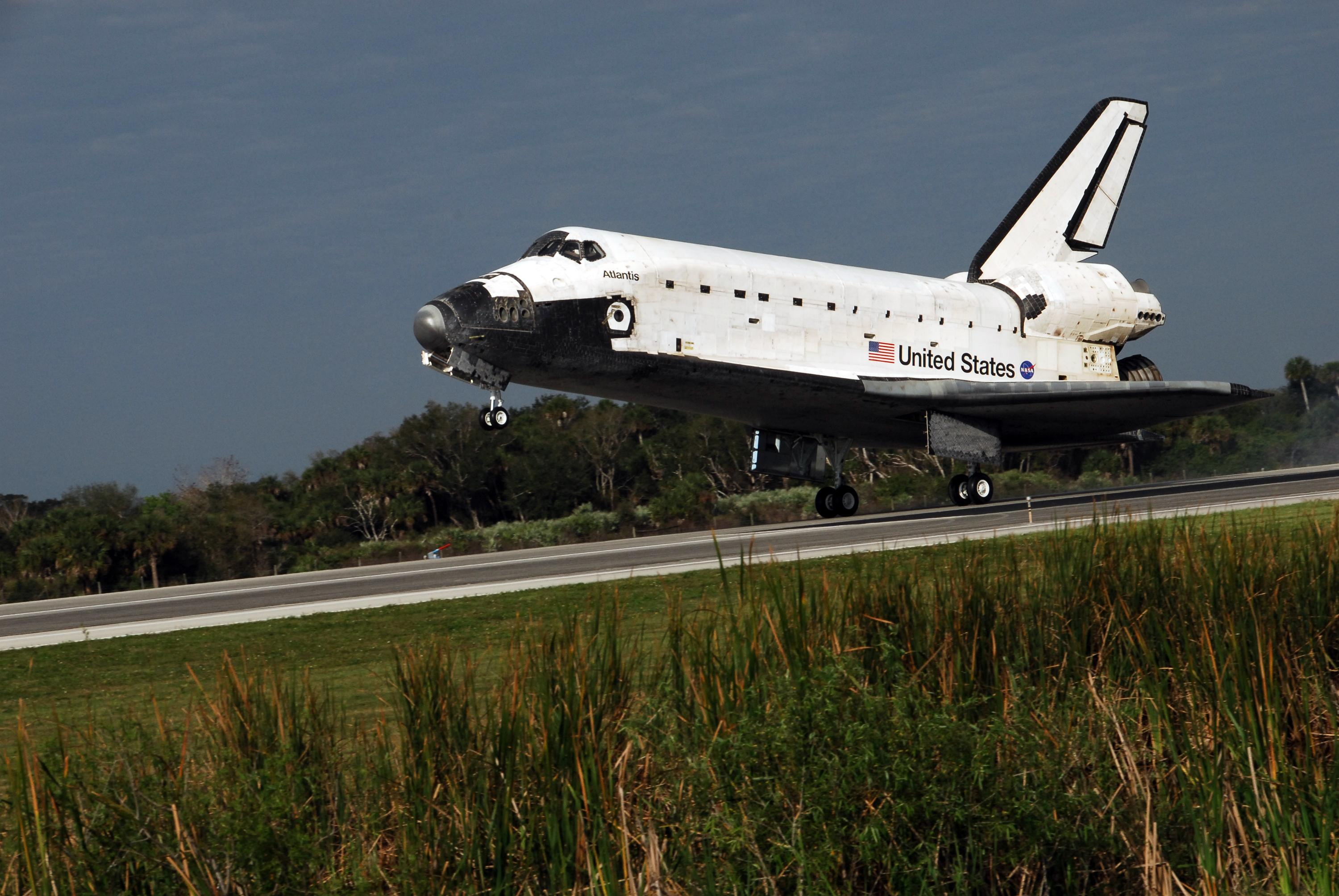
Transbordador espacial Atlantis aterrizando después de la STS-122.

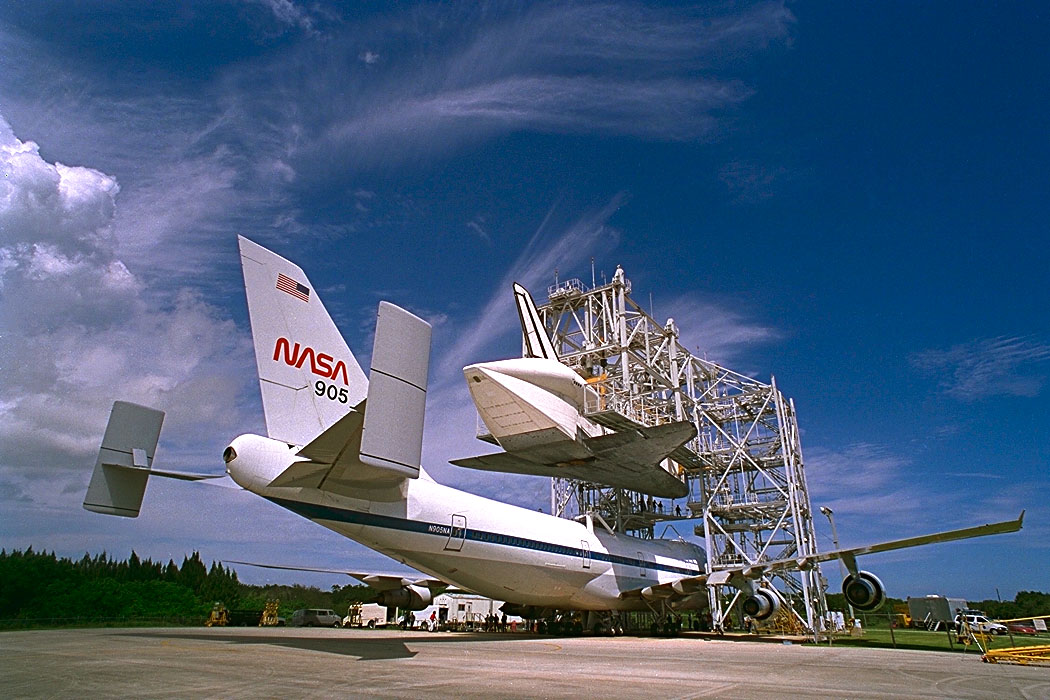
El dispositivo Mate-Demate.

La Instalación de aterrizaje de transbordadores (en inglés: Shuttle Landing Facility) es un aeropuerto ubicado en Merritt Island en el condado de Brevard, Florida, Estados Unidos. Es parte del Kennedy Space Center, y es conocido por haber sido utilizado para la maniobra de aterrizaje de los transbordadores espaciales de la NASA, así como para despegues y aterrizajes de los jets de entrenamiento de la NASA, y de aviones civiles, tales como el Shuttle Carrier Aircraft.

## Instalaciones
El Shuttle Landing Facility cubre un total de 5.30 km y tiene una sola pista, la cual es una de las más largas del mundo con 4.572 m (15.000 pies), y 91.4 metros (300pies) de ancho. Adicionalmente, la instalación tiene 305 metros (1000 pies) pavimentados de caminos laterales.Ahora sirve como patrimonio espacial dentro del NASA Kennedy Space Center.